# Siquinalá
Siquinalá – miasto w południowej Gwatemali, w departamencie Escuintla, 23 km na zachód od stolicy departamentu miasta Escuintla. Miasto leży u ponóża wulkanu Acatenango, w górach Sierra Madre de Chiapas. Według danych szacunkowych w 2012 roku liczba ludności miasta wyniosła 28 498 mieszkańców.
Jest siedzibą władz gminy o tej samej nazwie, która w 2012 roku liczyła 44 936 mieszkańców. Gmina jak na warunki Gwatemali jest nieduża, a jej powierzchnia obejmuje 168 km².
W mieście funkcjonuje klub piłkarski Naranjeros Escuintla.